# Казімєж Вайда

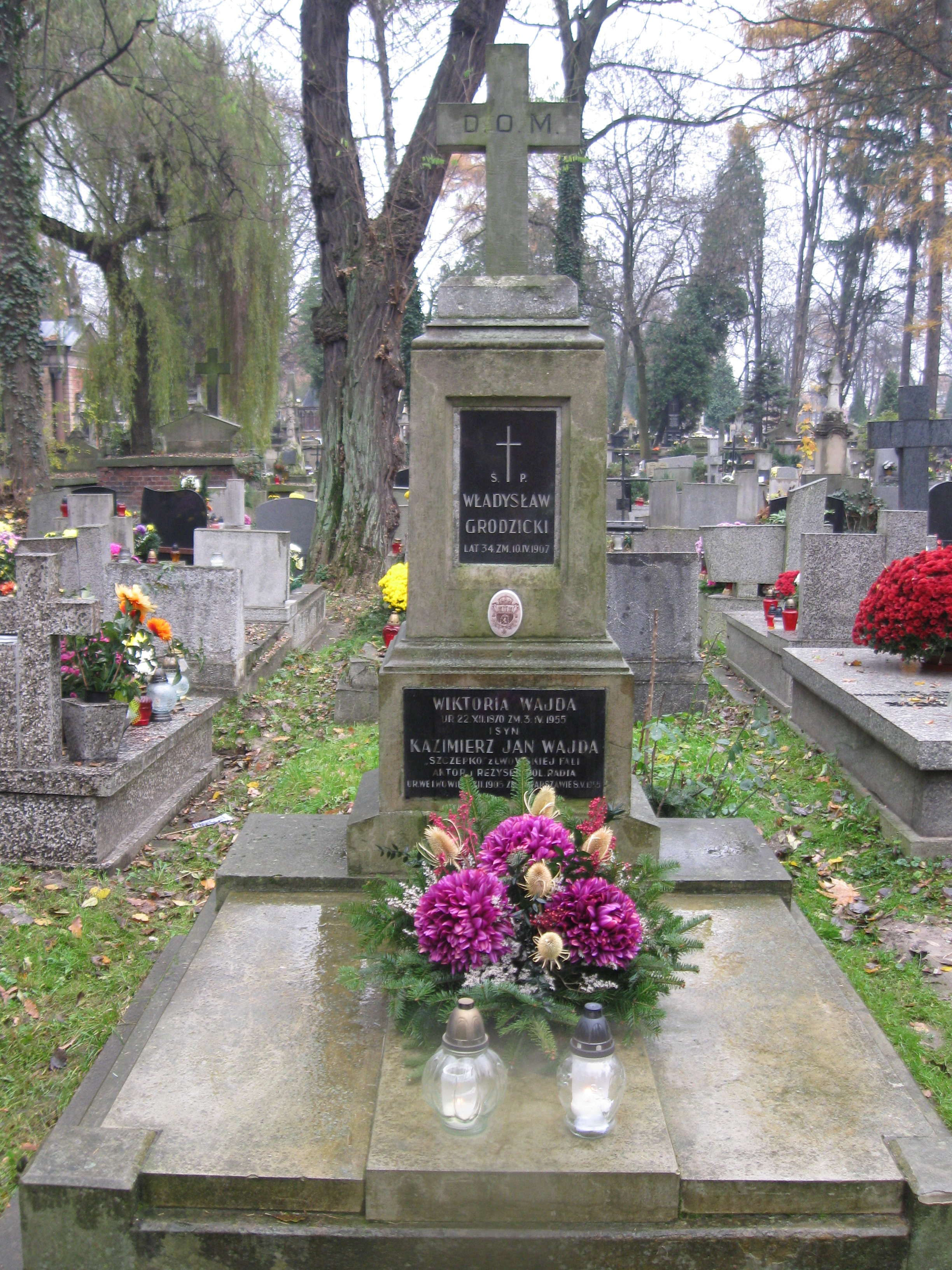
Могила Казімєжа Вайди

Казімєж Ян Вайда, пс. «Щепко», «Szczepcio» (3 грудня 1905, Львів — 8 травня 1955, Варшава) — польський актор радіо, театру і кіно, журналіст.

## Біографія
Львів'янин, родом з вулиць Грудецької та На Блоні.
Освіту здобув у реальному училищі на вул. Шумлянській у Львові. Навчався у Львівській політехніці; склав заочний іспит з акторської майстерності після підготовки у Мар'яна Білецького.
У 1933 році, створивши персонажа «Щепка» («Szczepcia»), в партнерстві з Генріком Фоґельфенґером у ролі «Тонька», він почав з'являтися в радіодрамі Wesoła Lwowska Fala у етюдах Віктора Будзинського, а потім у власних постановках. Популярність їм принесли ролі львівських батярів. Завдяки його виступам програма швидко перетворилася з місцевої програми на найпопулярнішу радіопрограму довоєнної Польщі та одну з найпопулярніших за всю історію Польського радіо (понад 6 мільйонів постійних слухачів).
Він також зіграв роль Щепка у трьох фільмах: «Буде краще» (1936), «Волоцюги» (1939, у фільмі дует виконав пісню під назвою «Львів у світі один», відому також як «Тільки у Львові») та «Серце Батяра» (1939 р., після початку Другої світової війни, негатив фільму втрачено). Дует Щепка і Тонька також називали: «tajojkowie» (від фрази, яку вони використовували: ta joj), «львівські трубадери» (від трубадури).
Був диктором львівської станції Польського радіо, а в травні 1938 року призначений репортером новин. У липні 1938 року преса повідомила, що Вайда відмовився від авіарейсу, який потім розбився в Румунії 22 липня 1938.
Після початку Другої світової війни у вересні 1939 року разом з Фогельфенгером він евакуювався з Польщі, потім через Румунію, Югославію та Італію дістався Франції. Під час війни він був учасником «Польського солдатського ревю» від Lwowska Fala у Франції, Англії та на Західному фронті, діючи з польськими збройними силами. Він був солдатом 1-ї бронетанкової дивізії генерала Мачека, виступаючи разом з Фогельфенґером і Генриком Гаусманеном для воюючих солдатів, також у бункерах. У Нідерландах у 1944 році отримав звання другого лейтенанта.
Після війни повернувся до Польщі. Працював у розважальній редакції Польського радіо (між іншим з Єремієм Пшиборою). Він займався в основному радіопередачами з циркових вистав, організованих для робітників на робочих місцях. На радіо вів розважальну програму «У суботу після роботи». Він також був автором тексту пісні Walczyk murarski (муз. Владислав Шпільман). У вересні 1953 року він написав вірш під назвою «Грудецькі квіти».
Його дружиною була артистка Міра Греліховська. Також мав сестру.
Помер від серцевого нападу 8 травня 1955 року у Варшаві. Похований на Раковицькому цвинтарі в Кракові 12 травня 1955 (квартал М; там же похована його мати Вікторія Вайда, 1870 р.н., померла 3 квітня 1955 р.).

## Фільмографія
- Буде краще (1936)
- Волоцюги (1939)
- Серце Батяра (1939)

## Радіошоу
- Щаслива львівська хвиля (1933)[17]

## Ордени та нагороди
- Лицарський хрест Ордена Відродження Польщі (1954)[18]
- Срібний Хрест Заслуги — двічі (23.03.1923 за заслуги в галузі громадської діяльності[19], 1939[20])